# Ormsby MacKnight Mitchel
Pour les articles homonymes, voir Mitchel.
Ormsby MacKnight (ou McKnight) Mitchel, surnommé « Old Stars », est un astronome et un major-général américain du XIXe siècle.
Connu en tant qu'homme de science, il publie le premier magazine consacré à l'astronomie aux États-Unis. Il se distingue dans l'armée de l'Union pour avoir commandé le célèbre raid d'Andrews, pendant la guerre de Sécession.
Il exerce également d'autres métiers dont celui d'avocat, d'arpenteur, de professeur des universités, d'astronome et d'éditeur.

## Biographie

### Avant la guerre
Ormsby MacKnight Mitchel est né le 28 juillet 1809 à Morganfield au Kentucky,,, ou le 28 août 1810,. Il grandit et étudie à Lebanon, en Ohio. Il poursuit ses études à West Point, en 1825, où parmi ses camarades de classe figurent Robert Lee et Joseph E. Johnston. Il obtient son diplôme en 1829, classé 15e sur 46 diplômés. Mitchel reste à West Point comme professeur adjoint de mathématiques pendant trois ans. C'est là qu'il rencontre Louisa Clark. Jeune mère veuve, il l'épouse en 1831. Le couple a sept enfants. En 1832, après avoir occupé plusieurs postes militaires tout en étudiant le droit, il déménage à Cincinnati, diplômé, il devient avocat. Il occupe également le poste d'ingénieur en chef du Little Miami Railroad, alors en construction. Entre 1836 et 1844, il devient professeur assistant de mathématiques et de philosophie, et professeur d'astronomie au Cincinnati College, et obtient une renommée nationale en tant que conférencier astronomique et bâtisseur d'un grand observatoire : l'observatoire de Cincinnati. Il joue un rôle déterminant dans l'établissement de la faculté de droit du collège et, lors de ses premières vacances, il sonde et recommande l'itinéraire du Little Miami Railroad, prévu entre Cincinnati et Springfield en Ohio.
Désireux de posséder un beau télescope, il cherche à susciter l'intérêt pour l'astronomie. Il fait une série de conférences en 1841 et en 1842. Seize personnes assistent à la première. Le nombre s'élève à deux mille personnes lors de la dernière conférence. Profitant de l'enthousiasme ainsi généré, il organise la Cincinnati Astronomical Society avec trois cents membres et il part pour l'Europe afin de trouver un télescope. Sa recherche est longue mais fructueuse. En revenant, il se démène pour obtenir un observatoire convenable. On lui donne un terrain situé sur le sommet du mont Adams sur lequel il commence la fondation de son observatoire et John Quincy Adams, alors âgé de plus de 77 ans, prononce une allocution lors de la pose de la première pierre. À cette époque de l'entreprise, Mitchell recueille les 9 500 $ nécessaires pour terminer son travail. La période est très difficile et l'argent rentre si lentement qu'il décide de vendre tous ses biens et tout ce qu'il pourrait trouver. Ce « pot-pourri » d'objets qu'il  commercialise l'aide beaucoup dans son entreprise.
En mars 1845, après de nombreuses difficultés, il se réjouit de la mise en place de son télescope dans son observatoire. À cette époque, c'est le deuxième plus grand télescope réfractaire au monde. Non rémunéré dans sa fonction d'astronome dans ce nouvel observatoire, il travaille dans le génie civil sur la route de l'Ohio & Mississippi Railroad (Ohio and Mississippi Railway) et fait des conférences.
Pendant un certain temps Mitchell quitta Cincinnati en 1859 car il accepta le poste d'astronome de l'Observatoire Dudley à Albany, New York (poste qu'il a occupé jusqu'en 1861), où il poursuit son travail de pionnier sur le développement de la détermination télégraphique de la longitude, bien qu'il n'ait pas arrêté le travail commencé avec l'observatoire  qu'il avait construit à Cincinnati.
Mitchel apporte son aide dans la création d'observatoires pour la marine des États-Unis et l'université de Harvard. Il publie également en 1846, le premier magazine mensuel aux États-Unis consacré spécifiquement à l'astronomie, Le messager sidéral, et d'autres œuvres, y compris The Orbs of Heaven en 1848 et plus tard Popular Astronomy (1860).
Lorsque la guerre de sécession éclate, Mitchel devient soldat. Il se trouve à New York quand la nouvelle de la bataille de fort Sumter  arrive et est invité à prendre la parole lors d'une réunion publique, et le discours qu'il fait est considéré comme digne d'être placé aux côtés des abolitionnistes Abraham Lincoln, Charles Sumner, Wendell Phillips et Henry Ward Beecher.

### Guerre de sécession
Durant la guerre de Sécession, il entre dans l'armée de l'Union avec le grade de brigadier-général. Il commence par réorganiser les défenses autour du nord du Kentucky et principalement autour de Cincinnati. Cependant, il est connu pour avoir dirigé le célèbre raid d'Andrews et avoir commandé le département de l'Ohio en 1861.
Il dirige une division dans l'armée de l'Ohio de décembre 1861 à juillet 1862, et il est chargé de la défense de Nashville, dans le Tennessee. Il devient également célèbre en s'emparant de la ville de Huntsville, en Alabama, en avril 1862, sans avoir besoin de tirer, car il avait conduit ses troupes de Shelbyville dans une manœuvre surprise. Pour ses efforts, il est promu major général.
En septembre 1862, il prend le commandement du Xe corps et du département du Sud à Hilton Head, en Caroline du Sud, dans le cadre d'une opération de reconstruction du sud, notamment en construisant des écoles. Il meurt de la fièvre jaune le 30 octobre 1862 à Beaufort en Caroline du Sud, peu de temps après avoir pris ses fonctions. Il est inhumé au cimetière de Green-Wood à Brooklyn, New York.

## Héritage
Ormsby MacKnigth Mitchel était un militaire et un homme de science. De nombreux noms de villes ou autres ont été données d'après lui.
Une région constamment brillante près du pôle sud de Mars qui a été observée pour la première fois par Mitchel en 1846 est nommée en son honneur : « Les Montagnes de Mitchel ». Il est situé près de 70°S, 40°E. Un cratère d'impact sur la planète Mars a aussi été nommé en son honneur. 
La nouvelle ville (et plus tard la ville) de Mitchell, dans l'Indiana, a été nommée pour lui après qu'il l'ai arpenté pour les propriétaires tout en travaillant sur l'Ohio et Mississippi Railroad dans les années 1850. La première ville des affranchis de l'après-guerre civile créée aux États-Unis (sur Hilton Head Island, en Caroline du Sud), Mitchelville, a également été nommée d'après lui. Le Fort Mitchell dans le Kentucky porte aussi son nom.
Un descendant et un homonyme, le lieutenant Ormsby M. Mitchel, Jr, a reçu la croix de la Marine en 1943 pour l'héroïsme extraordinaire, en essayant de sauver l'équipage de son bâtiment l'USS Plymouth (PG-57), condamné après avoir été frappé par une torpille tirée par un sous marin au large de la côte de la Virginie.

### Webographie
- (en-US) « Maj. General Ormsby M. Mitchel (USA) ("Old Stars") », sur geni_family_tree (consulté le 2 décembre 2017)
- (en-US) « October 30: Ormsby McKnight Mitchel | Green-Wood », sur www.green-wood.com (consulté le 15 décembre 2017)
- (en) « Ormsby MacKnight Mitchell dies - Oct 30, 1862 », sur history.com (consulté le 8 décembre 2017)
- (en) « Ormsby MacKnight Mitchel (1809-1862) », sur www.thelatinlibrary.com (consulté le 2 décembre 2017)
- (en) « Ormsby Macknight Mitchel - Encyclopedia », sur theodora.com (consulté le 8 décembre 2017)